# IC 2513
IC 2513 = IC 2514 ist eine Spiralgalaxie vom Hubble-Typ Sab im Sternbild Luftpumpe am Südsternhimmel. Sie ist schätzungsweise 118 Millionen Lichtjahre von der Milchstraße entfernt.
Das Objekt wurde am 30. Dezember 1897 von Lewis Swift entdeckt.